# Битка на реци Имџин
Битка на реци Имџин (енгл. Battle of Imjin River) била је покушај корејске војске да задржи јапанско напредовање ка Пјонгјангу током јапанске инвазије Кореје (1592). Битка је завршена одлучујућом јапанском победом, а Пјонгјанг је освојен без борбе неколико дана касније.

## Позадина
После пада Сеула, 3. маја 1592, краљ Сенђо и влада Чосона повукли су се на север и 7. маја стигли у Пјонгјанг. Остаци корејске армије, око 5.000 људи, утврдили се се на северној обали реке Имџин, јужно од Пјонгјанга, како би заштитили нову престоницу и две најсеверније провинције (Пјонган и Хамгјонг), док је 6 јужних провинција Кореје (Кјонгсанг, Чола, Чунгчонг, Кјонги, Кангвон и Хвангхе) препуштено Јапанцима.

## Битка
Јапанска војска стигла је до реке Имџин већ 8. маја, али је затекла јужну обалу реке без средстава за прелазак (пошто су све скеле и чамци на време превучени на северну обалу) и Корејанце утврђене на северној обали, па су јапанске вође одустале од директног напада. Пуних 10 дана обе војске су остале свака на својој страни реке: Корејанцима су стизала појачања (још 5.000 људи под командом генерала Ким Мјунг-вуна, прикупљених са северне границе, стигло је из Пјонгјанга са наређењем да поврате Сеул) и расло самопоуздање, нарочито међу млађим и неискуснијим официрима, док су јапанске вође смишљале како да извуку Корејанце са тако јаког природног положаја. Оно што је задржавало Јапанце није био страх од Корејанаца (како се чинило корејским официрима), већ ширина реке, брзина струје, стрмина обале и недостатак пловних средстава. Најзад, после 10 дана оклевања на реци, Јапанци су се демонстративно, уз велику буку и неред, повукли са обале: недисциплиновани корејски генерали, који су журили да се истакну, одмах су са већином јединица прешли реку и упустили се у гоњење; врховни командант није успео да их заустави. Свега неколико километара јужно од реке корејске трупе пале су у унапред припремљену заседу: део је изгинуо заједно са својим официрима, док су се преостали подавили у реци при покушају повлачења. Јединице које су преостале на северној обали, мада још довољно бројне да се одупру јапанском нападу, захватила је паника, те су у нереду напустиле положај. За то време, Јапанци су искористили чамце које су уништене корејске јединице оставиле на јужној обали и одмах прешли реку свом силином.

## Последице
Пробивши корејску одбрану својим лукавством, јапански генерали, међу којима је постојала изражена суревњивост и такмичарски дух, нису наставили напредовање ка Пјонгјангу и Кини заједно, већ су поделили своје снаге, одредивши правце напредовања коцком. Кониши је кренуо на север, у Пјонгјанг,   Като на североисток, у провинцију Хам-гјунг, а Курода на запад, у провинцију Ванг-ха. На корејској страни, генерал Ји Ил је поново успео да побегне из битке, овог пута прерушен у носача, и јавио је краљу о поразу, који га је сместа поставио за заповедника преосталих корејских снага, које су запоселе газове реке Тадонг, под самим зидинама Пјонгјанга.